# Lovely Complex
Lovely Complex (яп. ラブ★コン Рабу★Кон, букв.«Трогательный комплекс») — популярная манга Аи Накахары в жанре романтической комедии. Публиковалась в журнале Bessatsu Margaret издательства Shueisha с 1 сентября 2001 года по 25 сентября 2007 года. Первой экранизацией манги стал полнометражный фильм продолжительностью в 110 минут, премьера которого состоялась 15 июля 2006 года. Главные роли в нём исполнили Эма Фудзисама (Риса Коидзуми) и Тэппэй Койкэ (Ацуси Отани). Также 13 июля 2006 года вышла игра в жанре квест на платформе PlayStation 2, разработчиком игры стала компания AQ Interactive. Премьера аниме-сериала производства студии Toei Animation состоялась 7 апреля 2007 года.

## Персонажи
Риса Коидзуми (яп. 小泉リサ Коидзуми Риса) — главная героиня «Lovely Complex», чей рост составляет 172 см, что значительно превышает рост обычной японской девушки (150—160 см). По иронии судьбы, её фамилия в переводе с японского означает «маленький источник». Многие друзья Рисы, как и сама девушка, сравнивают её с жирафом. Риса временами может быть довольно импульсивной и волевой, свою нежную натуру проявляет очень редко. Она была влюблена в Судзуки, пока тот не полюбил Тихару. В начале аниме её рост составлял 170 см, но довольно скоро она вытянулась ещё на 2 см. Очень скоро Риса понимает, что испытывает симпатию к Отани. После её первого признания, которое закончилось неудачей (Отани подумал, что её признание — шутка), Нобу пытается помочь подруге и поддерживает её всяческими советами. В конце концов, Риса вновь призналась Отани в любви, но моментально поняла, что ошиблась, и просит парня сделать вид, будто ничего не произошло. Но потом она вновь намекает ему на чувства, и последний говорит, что пока не может посмотреть на Рису, как на девушку. Но Риса решила не сдаваться и заставить Отани пожалеть об этих словах.
Сэйю: Акэми Окамура
Ацуси Отани (яп. 大谷敦士 О:тани Ацуси) — главный герой «Lovely Complex», школьник, высоким ростом не отличается (156 см) и очень переживает по этому поводу. Его фамилия означает «большая долина». Парень может действовать необдуманно и порой грубо. Несмотря на рост, играет в школьной баскетбольной команде и вскоре становится её капитаном. Он встречался с Кандзаки, которая бросила его и ушла к «гиганту», что явилось главной причиной чувствительности Отани к обидному прозвищу «мелкий» («прыщ», «коротышка»). Позже он узнаёт, что рост её нынешнего парня — всего лишь совпадение. Сначала чувства Отани к Рисе не выходят за рамки дружеских, всяческие попытки девушки приблизиться к нему он воспринимает как розыгрыш. После её признания был шокирован и сказал, что они не могут быть вместе, потому что не воспринимает её как девушку. Одной из причин также являлась существенная разница в росте. Позже Отани осознает, что Риса ему нравится не просто как друг, а как девушка, и целует её. Он взбесился, когда увидел, что Кохори влюбился в Рису, и решил порвать с ней. Однако, он понимает, что слишком любит её и помирился с ней на Рождество.
Сэйю: Акира Нагата
Тихару Танака (яп. 田中千春 Танака Тихару) — одноклассница и подруга Коидзуми. Считается милой девушкой. На самом же деле она очень тихая, стеснительна и побаивается парней. В будущем эту боязнь «исправляет» Судзуки. Учится весьма прилежно, и посещает летнюю школу лишь для того, чтобы пополнить свои знания и быть со своими подругами.
Сэйю: Кадзуко Кодзима
Рёдзи Судзуки (яп. 鈴木涼二 Судзуки Рёдзи) — парень Тихару, в то же время её одноклассник. Тихий, малоразговорчивый, но весьма умный парень. Не предпочитает «веселиться на полную катушку», никогда не выражает своих эмоций.
Сэйю: Кэндзиро Цуда
Нобуко Исихара (яп. 石原信子 Исихара Нобуко) — подруга и одноклассница Коидзуми. В течение всего «Lovely Complex» постоянно помогает Коидзуми как советами, так и действиями, из-за чего могут появиться мысли, что она и Риса — лучшие подруги. Очень открытая и весёлая девушка без комплексов и предрассудков. Друзья же называют её просто Нобу-тян. Длительное время состоит в паре с Накао.
Сэйю: Саори Хигаси
Хэйкити Накао (яп. 中尾平吉 Накао Хэйкити) — парень и одноклассник Нобу-тян и лучший друг Отани. Состоит в школьной баскетбольной команде, на межшкольном чемпионате был запасным игроком. Весьма открытый парень, никогда не скрывающий те эмоции, которые испытывает к своей девушке. Он очень привязан к Нобу-тян, и все свободное от баскетбола время проводит с ней.
Сэйю: Ясухико Токуяма
Харука Фукагава (яп. 深川遥 Фукугава Харука) — привлекательный, эффектный парень, однако, весьма коварный, который ещё в детстве влюбился в Рису после того, как та спасла его от местной банды хулиганов. В детстве он был довольно-таки слабохарактерным мальчиком, да ещё и родственники называли его Харукой-тян. Хотя сейчас он популярен среди девушек (встречался с 7 поклонницами в одно время), Харука говорит, что всё это лишь подготовка к его будущим отношениям с Рисой, но все же она постоянно отвергает его. Согласно воспоминаниям Рисы, его бабушка была англичанкой.
Сэйю: Масая Оносака
Сэйко Котобуки (яп. 寿聖子 Котобуки Сэйко) — миловидная блондинка, влюбившаяся в Отани с первого взгляда после его «героического» поступка (он успокоил пса, который хотел наброситься на девушку). На самом деле она родилась парнем, но чувствует, что Бог просто ошибся, вселив её в мальчишеское тело. Её зовут Сэйсиро, но она просит называть её Сэйко, так как это имя звучит гораздо более женственно. Она поцеловала Отани, но позже он обнаружил её биологический пол (Сэйко отвела Отани в медпункт и сняла блузку). Сэйко боялась, что Отани посчитал её отвратительной, но Отани сказал, что она ошибается, и они остались друзьями. Хотя в дальнейшем она все ещё испытывает симпатию к Отани, Сэйко много времени проводит с Харукой, предположительно, из-за того, что также испытывает к нему чувства. Как и Нобу поддерживает Рису, когда Отани её отвергает.
Сэйю: Фудзико Такимото
Маю Кандзаки (яп. 神崎 真由 Кандзаки Маю) — бывшая девушка Отани. Она очень похожа на Тихару, именно поэтому поначалу он был влюблён в Танаку. Они начали встречаться ещё в средней школе, после чего Канзаки бросила его с разбитым сердцем, уйдя к очень высокому «гиганту», как называет его Отани. Также она была менеджером школьной баскетбольной команды, в которой играл Отани. Она пригласила его на Рождественскую вечеринку, на которой собрались все бывшие члены баскетбольного клуба, и думала, что тот согласится, но Отани предпочел провести Рождество с Рисой. Позже она пришла в его школу, чтобы поговорить с ним, но встретила Рису и Нобу, которые сказали, что Отани нет в школе. Риса считает, что Отани все ещё влюблен в Кандзаки, поэтому вместе с ним идет разобрать все по полкам. Оказывается, что Кандзаки хотела извиниться и объяснить Отани, что она выбрала «гиганта» вовсе не из-за маленького роста Отани. В следующий раз они встречаются на очередной Рождественской вечеринке, к этому времени Кандзаки поссорилась с парнем. Когда она спрашивает Отани, сможет ли он встретиться с ней ещё раз, он отказывает ей, сказав, что одна идиотка будет опять плакать, имея в виду Коидзуми.
Сэйю: Юки Мацуока
Умибодзу (яп. 海坊主 Умибо:дзу) — популярный рэпер, чьими рьяными фанатами и являются Риса и Отани. Однажды, во время школьной поездки, ребята встретились с певцом лицом к лицу и узнали, что Умибодзу — преданный семье человек, живущий с женой и маленьким сыном. Также от жены Умибодзу Риса узнала, что у их пары была похожая история становления парой.
Сэйю: Сусуму Тэрадзима
Куниуми Маитакэ (яп. 舞竹国海 Маитакэ Куниуми) — учитель Рисы и Отани по английскому языку. Он предпочитает, чтобы его называли «Майти». Он выше Коидзуми и очень красив. Он очень похож на «Кейна-саму», героя из любимой игры Рисы. Вскоре за ним выстраивается длинная очередь его фанаток во главе с Рисой. Уделяя значительное внимание Рисе, заставляет Отани ревновать и понять его чувства к девушке. Помог Рисе и Отани помириться после очередного конфликта и стать ближе друг другу. К разочарованию фанаток, он женат.
Сэйю: Дзюнъити Сувабэ
Мими Ёсиока (яп. 吉岡 美々 Ёсиока Мими) — соседка Отани. Она влюблена в него и каждый день приносит ему молоко, чтобы однажды он стал выше Мими (её рост точно такой же, как и у Рисы). Она сильно ревнует Отани к Рисе и принимает образ «милой» девочки (стараясь быть похожей на Канзаки) при Отани, но показывает свою истинную жестокую натуру лишь Рисе. Позже они с Рисой становятся подругами, Мими отказывается от своей любви к Отани, поняв, что он очень счастлив с Коидзуми. Работает профессиональной моделью и снимается для местного журнала мод.
Сэйю: Каэ Араки
Кохори Кадзуки (яп. 小堀 和希 Кадзуки Кохори) — ученик средней школы, работающий вместе с Рисой в кафе «Ikebe». Он ниже её и немного выше Отани (на 2 см), симпатичный брюнет с ярко-красной прядью. Является фанатом Умибодзу. Вскоре влюбляется в Рису и целует её, когда она спит, что привело к ссоре с Отани, который видел эту сцену из окна. Далее Кохори приглашает Рису на «закрытый» концерт Умибодзу, Коидзуми не смогла отказать, так как считала его очень милым и классным. Это привело к временному разрыву с Отани. Он даже говорит Ацуси, что влюблен в Рису, что заставляет Отани толкнуть его. В 60 главе Риса узнает, что её одноклассница, Абэ, влюблена в Кохори.
Сэйю: Хироки Симовада

## Медиа-издания

### Манга
Манга, написанная и проиллюстрированная Аей Накахарой публиковалась в журнале Bessatsu Margaret издательства Shueisha с 1 сентября 2001 года по 25 сентября 2007 года. Серия была издана в семнадцати томах. Спин-офф манги под названием Love Com D or Love выпускался в журнале Deluxe Margaret издательства Shueisha с 28 мая 2009 года по 28 июля 2012 года.
Манга лицензирована на английском языке в Северной Америке издательством Viz Media. В Австралии и Новой Зеландии лицензию на распространение имеет Madman Entertainment. Серия также лицензирована во Франции издательством Delcourt, Planet Manga в Италии, Grupo Editorial Vid в Мексике, Planeta DeAgostini в Испании, Tong Li Publishing в Тайване, Mangafan в Венгрии, TVM Comics во Вьетнаме.

#### Список томов
| №  | Дата публикации       | ISBN                   |
| -- | --------------------- | ---------------------- |
| 1  | 25 марта 2002 года    | ISBN 4-08-847487-2     |
| 2  | 25 июля 2002 года     | ISBN 4-08-847532-1     |
| 3  | 25 октября 2002 года  | ISBN 4-08-847563-1     |
| 4  | 25 февраля 2003 года  | ISBN 4-08-847604-2     |
| 5  | 25 июня 2003 года     | ISBN 4-08-847642-5     |
| 6  | 24 октября 2003 года  | ISBN 4-08-847676-X     |
| 7  | 25 февраля 2004 года  | ISBN 4-08-847715-4     |
| 8  | 23 июля 2004 года     | ISBN 4-08-847762-6     |
| 9  | 25 ноября 2004 года   | ISBN 4-08-847802-9     |
| 10 | 25 марта 2005 года    | ISBN 4-08-847836-3     |
| 11 | 25 июля 2005 года     | ISBN 4-08-847877-0     |
| 12 | 22 декабря 2005 года  | ISBN 4-08-846017-0     |
| 13 | 25 апреля 2006 года   | ISBN 4-08-846050-2     |
| 14 | 14 июля 2006 года     | ISBN 4-08-846074-X     |
| 15 | 25 декабря 2006 года  | ISBN 4-08-846124-X     |
| 16 | 13 марта 2007 года    | ISBN 978-4-08-846148-9 |
| 17 | 25 сентября 2007 года | ISBN 978-4-08-846215-8 |

### Аниме
Производством аниме-адаптации занималась студия Toei Animation. Её режиссёром стал Коносукэ Уда, композитором Хироносукэ Сато, а дизайном персонажей занимался Хидэаки Манива. Сериал транслировался с 7 апреля по 29 сентября 2007 года на телеканалах TBS, CBC, MBS.

#### Список серий
| № серии | Название | Трансляция в Японии   |
| ------- | --- | --------------------- |
| 1       | Лето первогодок! Я обязательно найду себе парня! «Ко:ити но нацу! Дзэттай карэси, цукуттару ва!» (高1の夏!絶対カレシ、つくったるわ!)                             | 7 апреля 2007 года    |
| 2       | Бывшая девушка, любовный треугольник?! «Мото кано то санкакуканкэй!?» (元カノと三角関係!?)                                                                       | 14 апреля 2007 года   |
| 3       | Парень, который тебе нравится, или парень из прошлого? «Суки на отоко ка, мукаси но отоко ка?» (好きなオトコか、昔のオトコか?)                                   | 21 апреля 2007 года   |
| 4       | Поцелуй? Я влюбилась в тебя! «Тю:? Суки ни наттяймасита!» (チュッ?好きになっちゃいました!)                                                                       | 28 апреля 2007 года   |
| 5       | Отправь запретную любовь в полёт! «Киндан но ай о буттобасэ!» (禁断の愛をぶっ飛ばせ!)                                                                            | 5 мая 2007 года       |
| 6       | Намерения девушки! План любовного признания!!! «Отомэ но итидай кэссин! Рабурабу кокухаку дайсакусэн!!» (乙女の一大決心! ラブラブ告白大作戦!!)                   | 12 мая 2007 года      |
| 7       | Катастрофа! Худшее признание в истории! «Гэкитин! Сидзё: сайтэ: на кокухаку!» (撃沈!史上サイテーな告白!)                                                         | 19 мая 2007 года      |
| 8       | Возврат невозможен! Разбитое сердце!!! «Сайки фуно:! Дайсицурэн!!» (再起不能!大失恋!!)                                                                           | 26 мая 2007 года      |
| 9       | Возвращение к жизни! Стремись стать его девушкой!! «Кисикайсэй!! Мэдзасэ канодзё но дза!!» (起死回生!!めざせ彼女の座!!)                                          | 2 июня 2007 года      |
| 10      | Поединок с бывшей подружкой? План демонстрации груди!!! «Мото кано то тайкэцу!? Тити даси дайсакусэн!!» (元カノと対決!?乳だし大作戦!!)                           | 9 июня 2007 года      |
| 11      | Полное отчаяние! Возвращение любви к бывшей подружке?! «Дзэттай дзэцумэй! Мото кано то фуккацу ай?!» (絶対絶命!元カノと復活愛?!)                                 | 16 июня 2007 года     |
| 12      | Восстановление любви! Совершенствуйся как девушка! Шоколад с любовью!!! «Ай о торимодосэ! Хоммэй тёко дэ онна о мигаку!!» (愛を取り戻せ!本命チョコで女を磨く!!)  | 23 июня 2007 года     |
| 13      | Лихорадка! Поцелуй в его комнате? «Хацунэцу! Айцу но хэя дэ фа:суто киссу?» (発熱!あいつの部屋でファースト•キッス?)                                              | 30 июня 2007 года     |
| 14      | Убийственная страсть к Майти! «Майти: ни кюнсиния!» (マイティにキュン死にや!)                                                                                    | 7 июля 2007 года      |
| 15      | Опасный мужчина или соблазнение в стиле Майти! «Кикэн на отоко Майти: но амай ю:ваку!» (危険なオトコ マイティの甘い誘惑!)                                        | 14 июля 2007 года     |
| 16      | Магия Майти! Трансформация любви?! «Майти: но махо:! Хэнгэсуру рэмбо ё:!?» (マイティの魔法! 変化する恋模様!?)                                                    | 21 июля 2007 года     |
| 17      | Кулак любви! Получи девичьего духа! «Ай но тэккэн! Укэтомэро, отомэ тамасий!!» (愛の鉄拳! 受け止めろ、乙女魂!!)                                                  | 28 июля 2007 года     |
| 18      | Лучший день рождения в истории! «Сидзё: сайко: но тандзё:би!» (史上最高の誕生日!)                                                                                | 4 августа 2007 года   |
| 19      | Внезапный спад!! Начало провала! «Кю:тэн тёкка!! Хацу дэ:то ва фумэй но хадзимари!» (急転直下!!初デートは不運の始まり!)                                          | 11 августа 2007 года  |
| 20      | Объявление войны! Опасная красавица, сгорающая от ревности!!! «Сэнсэн фукоку! Ситто ни моэру дэндзярасу бисё:дзё!!» (宣戦布告!!嫉妬に燃えるデンジャラス美少女!!) | 18 августа 2007 года  |
| 21      | Предчувствие разлуки?! Отани и Риса идут разными дорогами! «Вакарэ но ёкан?! Риса то О:тани га аюму бэцубэцу но мити!» (別れの予感?!リサと大谷が歩む別々の道!)   | 8 сентября 2007 года  |
| 22      | Катастрофическое заявление Отани!!! «О:тани кара но хакёку сэнгэн!!» (大谷からの破局宣言!!)                                                                      | 15 сентября 2007 года |
| 23      | Разные дороги!! У всех свои обстоятельства! «Синро ва ироиро!! Минна га какаэру сорэдзорэ но дзико!» (進路はいろいろ!!みんなが抱えるそれぞれの事故!)             | 22 сентября 2007 года |
| 24      | Вместе навсегда!!! «Дзутто иссё!!» (ずっと一緒!!) | 29 сентября 2007 года |

#### Музыка
- Открывающие композиции

«Kimi + Boku = Love?» (яп. キミ＋ボク＝Love?) исполнил дуэт Tegomass
«Hey! Say!» исполнила группа Hey! Say! 7
- Закрывающие композиции

«Kiss ~ Kaerimichi no Love Song» (яп. キッス～帰り道のラブソング) в исполнении Tegomass
«BON BON» в исполнении Hey! Say! 7